# Подей
Подей (рум. Podei) — село у повіті Бакеу в Румунії. Адміністративно підпорядковане місту Коменешть.
Село розташоване на відстані 220 км на північ від Бухареста, 41 км на південний захід від Бакеу, 120 км на південний захід від Ясс, 105 км на північний схід від Брашова.

## Населення
За даними перепису населення 2002 року у селі проживала 561 особа, з них 557 осіб (99,3%) румунів. Рідною мовою 557 осіб (99,3%) назвали румунську.